# マンタレイ (タミヤ)
マンタレイ (MANTA RAY) は、田宮模型（現・タミヤ）から発売された電動ラジオコントロールカー（RCカー）。
1990年10月発売。キット価格は12,800円と、当時のタミヤの4WDバギーとしては最も安価に設定された。
それまでのサンダーショット系とアバンテ系を統合する形で登場した。

## メカニズム
- シャーシ：強化樹脂製バスタブ構造
- サスペンション：ダブルウィッシュボーン＋オイルダンパー
- フロントタイヤ：中空ラバー、ピンスパイクパターン
- 駆動方式：シャフト駆動式四輪駆動
- モーター：マブチRS-540SH搭載
- デファレンシャルギア：前後共にベベルギア式
- 対応バッテリー：7.2Vストレートパック
- ボディ：ポリカーボネート製

## 特徴

### バスタブシャーシ
底面をほぼフラットにした新形状のバスタブシャーシを採用。また、内部にはハニカム状のリブが張り巡らされており、ナイロン製のアッパーデッキも装備している。

### 更に向上した駆動効率
ギヤのレイアウトやピッチの見直しにより、サンダーショットを上回る駆動効率を実現した。特にピニオンギヤはアバンテ同様06モジュールを採用している。オプションでボールデフやトルクスプリッターが用意された点もアバンテと同様である。

### メンテナンス性
アバンテで採用されたメンテナンスハッチ付きギヤボックスを更に改良し、グリスアップのみならず全てのギヤの着脱をも車体からギヤボックスを外すことなく可能とした。

### サスペンション
ナイロン製の前後二分割構造の中空サスアームを採用し、サンダーショットで指摘されていた剛性・耐クラッシュ性不足を改善した。同様の構造のサスアームが現在のMシャーシなどにも採用されている。フロントサスも標準でツインショックとなった。

## 主な派生車
- トップフォース…マンタレイをベースにFRPシャーシなどを装備したハイエンドモデル。エボリューションモデル有。
- ダートスラッシャー…シャーシはマンタレイと共通だが機械式スピコンがESCに変更。ボディはスコーチャーのそれにコンカラーのウィングを組み合わせたものを使用している。
- ブレイジングスター…シャーシはマンタレイと共通。ボディとウィングはコンカラー、ホイールはツーリング用の部品を流用している。
- TA01…マンタレイをベースにサスアームやダンパーステーなどを変更。